# Big Mama Thornton
Willie Mae ("Big Mama") Thornton, född 11 december 1926 i Ariton i Alabama, död 25 juli 1984 i Los Angeles i Kalifornien, var en amerikansk blues- och R&B-sångare och låtskrivare.
Thornton sjöng in originalet till hitlåten Hound Dog 1952. Hennes inspelning kom att ligga etta på  Billboards R&B-lista i sju veckor . På B-sidan av singeln Hound Dog var They Call Me Big Mama och singeln såldes i nästan två miljoner exemplar . Tre år senare kom Elvis Presley att spela in en mycket framgångsrik rock 'n' roll-version av Hound Dog.
Thornton skrev även och spelade in kompositionen Ball n' Chain, som hon fick en hit med. Sångerskan Janis Joplin, spelade in en framgångsrik version av låten' i slutet av 1960-talet.

## Diskografi (urval)
| År   | Titel                                              | Skivbolag |
| ---- | -------------------------------------------------- | --------- |
| 1966 | Big Mama Thornton in Europe                        | Arhoolie  |
| 1966 | Big Mama Thornton With The Muddy Waters Blues Band | Arhoolie  |
| 1967 | Big Mama Thornton Vol. 2                           | Arhoolie  |
| 1968 | Ball n' Chain w/Lightnin' Hopkins                  | Arhoolie  |
| 1969 | Stronger Than Dirt                                 | Mercury   |
| 1970 | The Way It Is                                      | Mercury   |
| 1973 | Saved                                              | Backbeat  |
| 1975 | Sassy Mama! (Live)                                 | Vanguard  |
| 1975 | Jail (Live)                                        | Vanguard  |
| 1994 | The Complete OKeh Sessions 1952-55                 | Sony      |
| 2007 | Big Mama Thornton                                  | Vanguard  |

### Fotnoter
1. ↑  Malone, Bill C.; Wilson, Charles Reagan (2009). The New Encyclopedia of Southern Culture, Vol. 12 (illustrated). University of North Carolina Press. Sid. 370. https://books.google.com/books?id=LTQjAQAAIAAJ. Läst 10 december 2018.
2. ↑  Billboard: History about the song Hound Dog
3. ↑  University of Texas: Willa Mae Thornton
4. ↑  Ball 'n Chain: Big Mama Thornton Arkiverad 8 november 2007 hämtat från the Wayback Machine.